# 2005 في تونس
فيما يلي قوائم الأحداث التي وقعت خلال عام 2005 في تونس.

## أحداث
- 6 أغسطس – الخطوط التونسية السريعة الرحلة 1153

## سياسة

### انتهاء فترة المنصب
- 7 مايو – منصر الرويسي سفير تونس في فرنسا.

## رياضة
- 1 يناير – بطولة العالم لكرة اليد للرجال 2005

## أفلام
من الأفلام التي صدرت هذه السنة في تونس:
- 1 يناير – خشخاش من إخراج سلمى بكار.

## وفيات

### مارس
- 13 مارس – زهير اليحياوي (مواليد 1967) صحفي تونسي.

### يوليو
- 25 يوليو – محمد العروسي المطوي (مواليد 1920) كاتب تونسي.

### نوفمبر
- 24 نوفمبر – بشير منوبي (مواليد 1930) مصور تونسي.